# NStB – Turnau bis Chrudim
Die NStB – TURNAU bis CHRUDIM waren Schlepptenderlokomotiven der k.k. Nördlichen Staatsbahn (NStB) Österreich-Ungarns.
Die NStB beschaffte diese 18 Lokomotiven bei der Lokomotivfabrik der WRB 1852.
Es gab, obwohl im selben Jahr unmittelbar hintereinander geliefert, zwei Lieferserien (je sieben und elf Stück), die sich durch eine andere Kesselbauart voneinander unterschieden (vgl. Tabelle).
Sie bekamen die Betriebsnummern 117–134 und die Namen TURNAU, RAITZ, ŘIP, NACHOD, ADERSBACH, ŽIŽKABERG, TRAUTENAU, NEPOMUK, NEUHAUS, ŠARKA, NEUWALD, FALKENAU, PRACHIN, KRUMAU, HOŘOWIC, EULE, BYDSCHOW und CHRUDIM.
Als 1855 die NStB privatisiert und Eigentum der privaten Staats-Eisenbahn-Gesellschaft (StEG) wurde, erhielten die Maschinen die Betriebsnummern 382–399.
1873 bekamen sie im zweiten Bezeichnungsschema der StEG die Nummern 316–333 und gehörten der Kategorie IIIf an.
1897 schließlich wurden die verbliebenen zwei Maschinen (FALKENAU und EULE) 2153–2154.
Sie wurden 1900 ausgemustert.
Die k.k. Südöstliche Staatsbahn (SöStB) beschaffte ebenfalls 1852 zwei Stück 2B-Lokomotiven, die baugleich mit den elf NStB-Maschinen mit leistungsfähigerem Kessel waren, für die im Banat gelegene Steyerdorfer Montanbahn nach Anina. Sie erhielten die Nummern 125–126 und die Namen RESCHITZA und ORAVITZA.
Als die SöStB 1855 privatisiert wurde und zur StEG kam, erhielten die beiden Maschinen die Nummern 438–439. 1873 wurden sie 334–335 (Kategorie IIIf), 1897 schließlich 2155–2156, bevor sie ebenfalls 1900 ausgemustert wurden.